# Calopteron discrepans
El escarabajo de alas de red bandeado (Calopteron discrepans) es una especie de escarabajo de alas tipo red perteneciente a la familia Lycidae. Se encuentra distribuido en América del Norte. Calopteron discrepans fue descrita por primera vez por Newman en 1838. Es parte del género Calopteron y de la familia de los escarabajos de alas de red. Ninguna subespecie figura en el Catálogo de la vida.

## Descripción
Los adultos miden aproximadamente entre 10 a 15 milímetros (0,4 a 0,6 plg). Los machos son más pequeños que las hembras. Los élitros tienen las crestas longitudinales elevadas y las crestas transversales características de la mayoría de los lícidos. Son de color naranja con una banda negra mediana y terminal. La especie es aposemática con agregación adaptativa que le da a los insectos un mecanismo defensivo contra los depredadores.